# Edgar Alexei Robert de Wahl
Edgar Alexei Robert de Wahl (röviden Edgar de Wahl vagy von Wahl; Olviopol, Mikolajivi terület, 1867. augusztus 11. – Tallinn, 1948. március 9.) eszperantista, nyelvész, az occidental nyelv megalkotója.

## Életpályája
Szentpéterváron, majd Tallinnban (akkoriban Reval) tanított matematikát és fizikát.
Elsőként a volapüköt tanulta meg, majd ő volt az eszperantó egyik első beszélője. Később összekülönbözött Zamenhoffal az eszperantó nyelvtanán és szókincsén, ezért később eltávolodott a nyelvtől és a „tökéletes” nemzetközi segédnyelv kidolgozásával foglalkozott.
1909-ben adta ki első tervezetét, az auli-t. Ezt továbbfejlesztve, 1922-ben publikálta új nyelvét, az Occidentalt, és annak első folyóiratát a Kosmoglottot (később Cosmoglotta). Az elkövetkező években a nyelv fejlesztésével és elterjesztésével, valamint oktatásával foglalkozott. A második világháború után szüneteltette a kapcsolatát az occidental mozgalommal, ami időközben Svájcban összpontosult. Élete utolsó napjait egy észtországi szanatóriumban töltötte, itt is halt meg 1948-ban.
Halála után, 1949-ben az occidentalt interlingue-re keresztelték.